# Héctor Rafael Rodríguez Rodríguez
Héctor Rafael Rodríguez Rodríguez MSC (ur. 13 stycznia 1961 w Sánchez) – dominikański duchowny katolicki, biskup La Vega w latach 2015–2023, arcybiskup metropolita Santiago de los Caballeros od 2023.  

## Życiorys
Święcenia kapłańskie otrzymał 10 czerwca 1989 w zgromadzeniu misjonarzy Najświętszego Serca Jezusowego. Przez wiele lat pracował jako dyrektor placówek formacyjnych dla przyszłych zakonników. W 2006 został przełożonym prowincji zakonnej, a sześć lat później objął funkcję pierwszego radnego generalnego.
23 lutego 2015 papież Franciszek mianował go ordynariuszem diecezji La Vega. Sakry udzielił mu 9 maja 2015 kardynał Nicolás de Jesús López Rodriguez.
W 2017 został wybrany wiceprzewodniczącym Konferencji Episkopatu Dominikany.
Od 4 lipca 2023 przewodniczący konferencji biskupów Dominikany.
7 października 2023 papież Franciszek mianował go arcybiskupem metropolitą Santiago de los Caballeros.